# Sinéad Burke

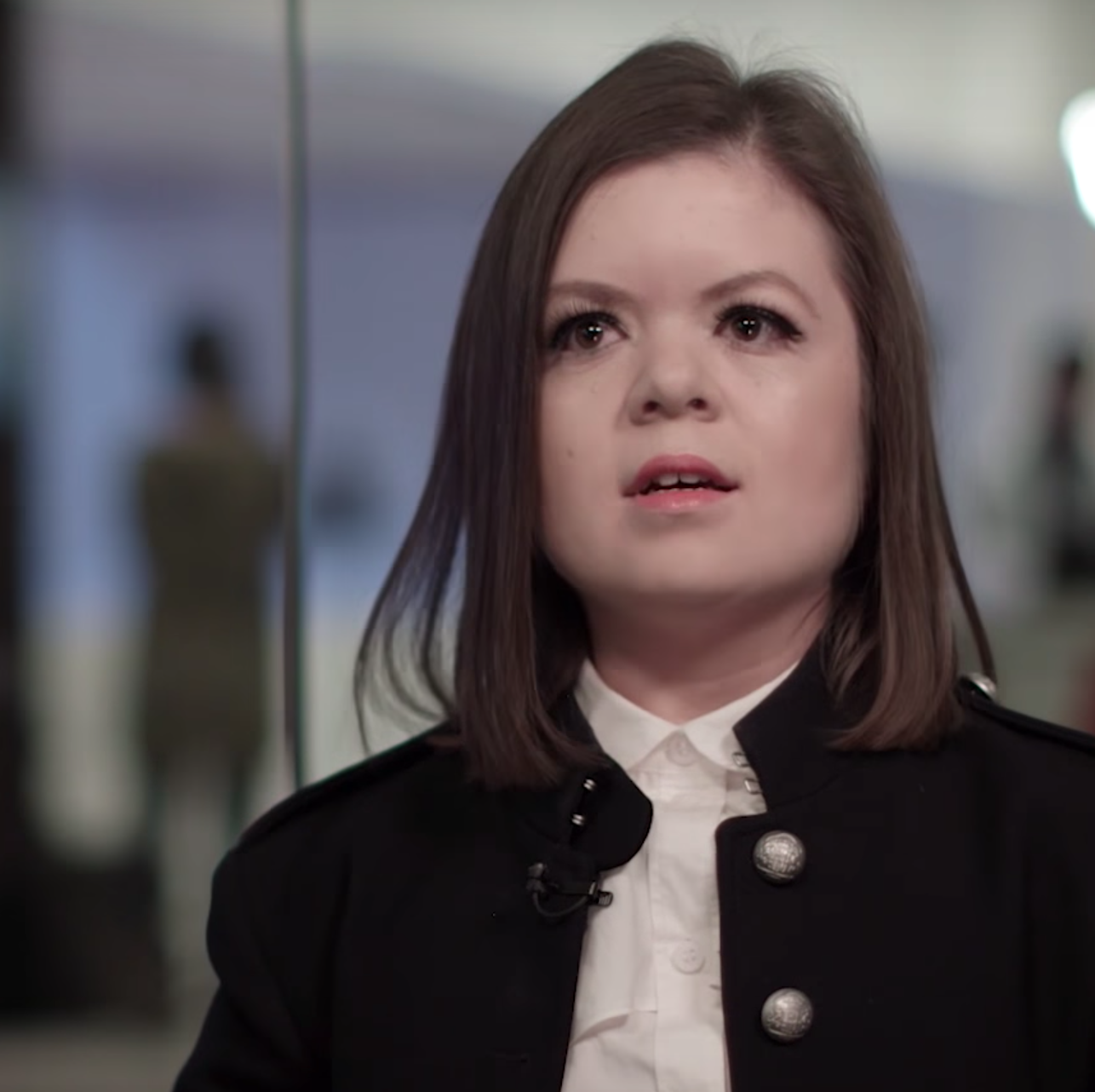
Sinéad Burke (2018)

Sinéad Burke (geboren in 1990) is een Ierse schrijver, academicus en activiste voor mensen met een beperking, bekend van haar TED-talk 'Waarom design iedereen zou moeten omvatten'.
Ze is directeur van de adviesorganisatie Tilting the Lens, die zich inzet voor het verhogen van de normen op het gebied van toegankelijkheid. Sinds 2019 is ze lid van de Ierse Raad van State.
Burke bracht haar eerste boek Break the Mould uit in oktober 2020. Het werd bekroond met de Specsavers Children's Book of the Year award bij de An Post Irish Book Awards. Burke verscheen op de cover van het Forces for Change-nummer van British Vogue, gastredacteur: de Duchess of Sussex. Ze verscheen ook op de cover van The Business of Fashion in mei 2018 samen met Kim Kardashian met een interview als onderdeel van de serie The Age of Influence.

## Opleiding
Burke is opgeleid als leerkracht lager onderwijs, afgestudeerd aan het Marino Institute of Education als beste van haar klas en winnaar van de Vere Foster medaille. Ze heeft ook een masterdiploma in Broadcast Production for TV and Radio van IADT.

## Activisme op het gebied van mode en design

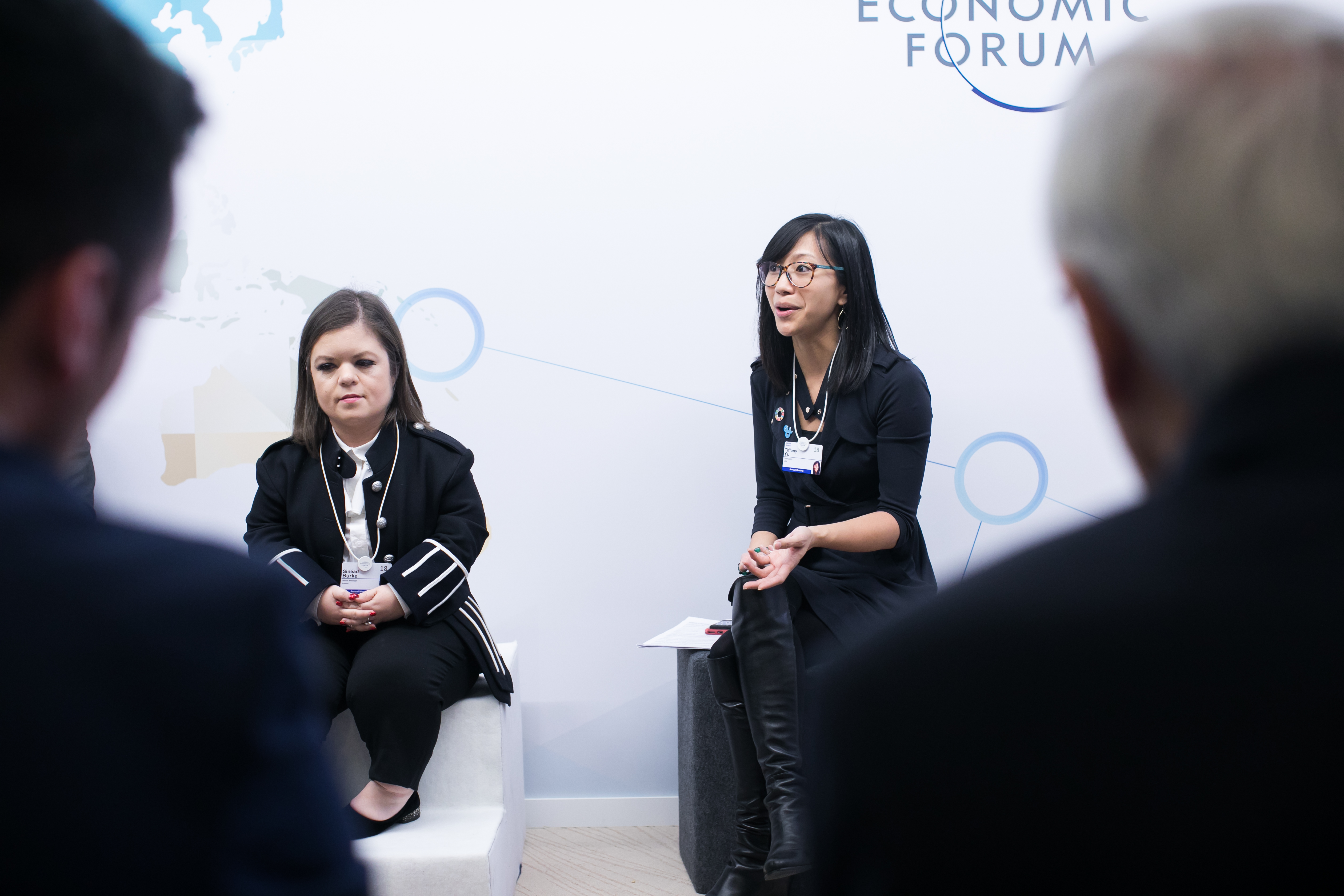
Sinéad Burke, Oprichter van Minnie Mélange, Ierland, en Tiffany Yu, Oprichter van Global Shaper, Diversability, VS, spreken tijdens de sessie "Designing for All Abilities" op de Jaarvergadering 2018 van het World Economic Forum in Davos, 25 januari 2018.

Toen Burke 16 was, begon ze te bloggen om de exclusieve aard van de mode-industrie aan te kaarten omdat ze zich, vanwege haar beperkte keuzes als iemand met achondroplasie, vaak buitengesloten voelde bij gesprekken over mode. "Mensen namen me niet serieus vanwege mijn fysieke uiterlijk, dus begon ik te bloggen... en samen te werken met de [mode] industrie".
In september 2016 werd Burke uitgenodigd om het evenement Design for all van de regering-Obama bij te wonen. Burke voert actief campagne om het belang van inclusief ontwerp op alle gebieden van het leven te benadrukken.
In 2012 won Burke als Miss Minnie Mélange de laatste Alternative Miss Ireland-competitie. In 2019 werd Burke de eerste kleine persoon die deelnam aan het Met Gala. Ze was een van de 15 vrouwen die waren geselecteerd om op de cover te verschijnen van het september 2019 nummer van British Vogue, samengesteld door gastredacteur Meghan, Duchess of Sussex.
Op 4 april 2019 benoemde Michael D. Higgins, de President van Ierland, haar tot lid van zijn Raad van State.
In 2023 verscheen Burke op de cover van British Vogue met vier andere activisten met een handicap om het feature-artikel van het tijdschrift "Reframing Fashion: Dynamic, Daring, & Disabled" te benadrukken.

## Podcast
In oktober 2019 begon Burke de podcast As Me with Sinéad waarin onder andere Victoria Beckham, Jamie Lee Curtis, Jameela Jamil, Hozier, Riz Ahmed, Mara Wilson, Tig Notaro en Florence Welch te gast waren.

## Break The Mould
Op 15 oktober 2020 bracht Burke haar kinderboek Break The Mould uit dat lessen zou bevatten voor zowel volwassenen als kinderen over anders zijn.